# Jon DeVries
Jon DeVries (New York City, 26 marzo 1947) è un attore statunitense.

## Biografia
Figlio dei scrittori Peter DeVries e Katinka Loeser, ha tre fratelli: Derek, Jan ed Emily (quest'ultima morta di leucemia nel 1960 a 10 anni). È attivo come attore dalla fine degli anni settanta ed ha preso parte in molti film, tra cui Un amore senza tempo.